# Koordinierte Organisationen
Die koordinierten Organisationen (engl. Co-ordinated Organisations, franz. Organisations coordonnées) sind eine Gruppe von sechs internationalen Organisationen, die sich auf ein einheitliches Vergütungssystem für ihre Bediensteten geeinigt haben.
Die koordinierten Organisationen sind:
- die NATO
- die OECD
- die Europäische Weltraumorganisation (ESA)
- der Europarat
- das Europäische Zentrum für mittelfristige Wettervorhersage (ECMWF)
- die Europäische Organisation für die Nutzung meteorologischer Satelliten (EUMETSAT).

Das Konzept der Koordinierung wurde erstmals 1958 für vier internationale Organisationen mit Sitz in Frankreich entwickelt. 1965 wurde die Inter-Organisations Study Section on Salaries and Prices (IOS) gegründet, die die Vergütungen der koordinierten Organisationen festlegt. Die IOS ist Teil der OECD-Verwaltung, wird aber von allen Mitgliedsorganisationen finanziert.
Die Gehälter werden von den koordinierten Organisationen in folgende Besoldungsgruppen unterteilt:
- Die A-Gruppe ist in sieben Stufen eingeteilt, wobei A1 die niedrigste und A7 die höchste ist; Stufen ab A5 gelten als Führungspositionen.
- Die L-Gruppe (L1–L5) ist Übersetzern vorbehalten.
- Die B- (B1–B6) und C-Gruppen (C1–C6) umfassen Hilfskräfte oder Techniker.

Die Beschäftigte der koordinierten Organisationen zahlen keine Beiträge zur nationalen Sozialversicherung. Das Auswärtige Amt betont, dass  Bewerber daher selbst prüfen sollten, welche Möglichkeiten der sozialen Absicherung (zu Arbeitslosigkeit, Krankheit, Pflege, Rente) im Hinblick auf eine Rückkehr nach Deutschland bestehen – etwa eine freiwillige Arbeitslosenversicherung, Anwartschaften bei der Krankenversicherung, eine freiwillige Pflegeversicherung und freiwillige Nachzahlungen zur deutschen Rentenversicherung.